# Hans Carl Nipperdey
Hans Carl Nipperdey, född 21 januari 1895, död 21 november 1968, var en tysk jurist.
Nipperdey blev professor i Jena 1924 och 1925 i Köln. Han utgav bland annat Erpressung (1917), Vertragstreue (1921), Wettbewerb und Existensvernichtung (1930), Arbeitsvertragsrecht (3 band, 1928-30) och Lehrbuch des Arbeitsrechts (2 band, 1927-30, 5:e upplagan 1931).